# Dizionario Enciclopedico Brockhaus ed Efron
Il Dizionario Enciclopedico Brockhaus ed Efron in russo Энциклопедический словарь Брокгауза и Ефрона? (35 volumi nella versione piccola; 86 in quella più grande) è, nello scopo e nello stile, la controparte russa dell'Enciclopedia Britannica del 1911 e dell'enciclopedia Brockhaus. Contiene 121.240 articoli, 7.800 immagini e 235 mappe.

## Storia
Pubblicata nell'Impero russo tra il 1890 e il 1906, tale opera venne prodotta da una joint venture di case editrici di Lipsia e San Pietroburgo. Gli articoli furono scritti da studiosi russi di primo piano tra cui Dmitrij Ivanovič Mendeleev, Vladimir Sergeevič Solov'ëv e Viktor Aleksandrovič Krylov. Una ristampa dell'opera fu messa sul mercato dopo il collasso dell'Unione Sovietica.